# Walter Weems
Pour les articles homonymes, voir Weems.
Walter Weems est un scénariste et un acteur américain né le 25 juin 1886 à Fayetteville (Caroline du Nord) et mort le 9 septembre 1955 à Los Angeles (Californie).

## Biographie
Après plusieurs apparitions au théâtre dans des pièces comiques, il joue dans des courts-métrages de Vitaphone, puis en 1930 et 1931 travaille dans l'équipe de Mack Sennett. Plus tard il écrit pour la RKO, pour Hal Roach, pour Universal. Il a aussi écrit, sans en être crédité, un certain nombre des scénarios de Laurel et Hardy.

## Filmographie sélective

### comme scénariste
- 1928 : The Olympic Hero de R. William Neill
- 1929 : Hearts in Dixie de Paul Sloane
- 1930 : Anybody's War de Richard Wallace
- 1936 : Conflit de David Howard
- 1940 : Mr. Washington Goes to Town de Jed Buell

### comme acteur
- 1917 : For the Freedom of the World de Romaine Fielding : le copain d'université de Gordon
- 1930 : Anybody's War de Richard Wallace : Sergent Skipp